# Lauren Beukes
Lauren Beukes (Johannesburgo, 5 de junio de 1976) es una escritora, periodista y guionista de televisión sudafricana. 

## Trayectoria
Lauren Beukes nació el 5 de junio de 1976. Creció en Johannesburgo, Sudáfrica. Asistió a la Escuela Roedean en Johannesburgo, y obtuvo un máster en Escritura Creativa por la Universidad de Ciudad del Cabo. Trabajó como periodista freelance durante diez años, incluyendo dos años en Nueva York y Chicago.

### Libros
Es la autora de The Shining Girls (Las luminosas), una novela sobre un asesino en serie que viaja en el tiempo y el superviviente que da la vuelta a la persecución. Fue publicada el 15 de abril de 2013 por el sello Umuzi de Random House Struik en Sudáfrica, y en diversos países posteriormente.  

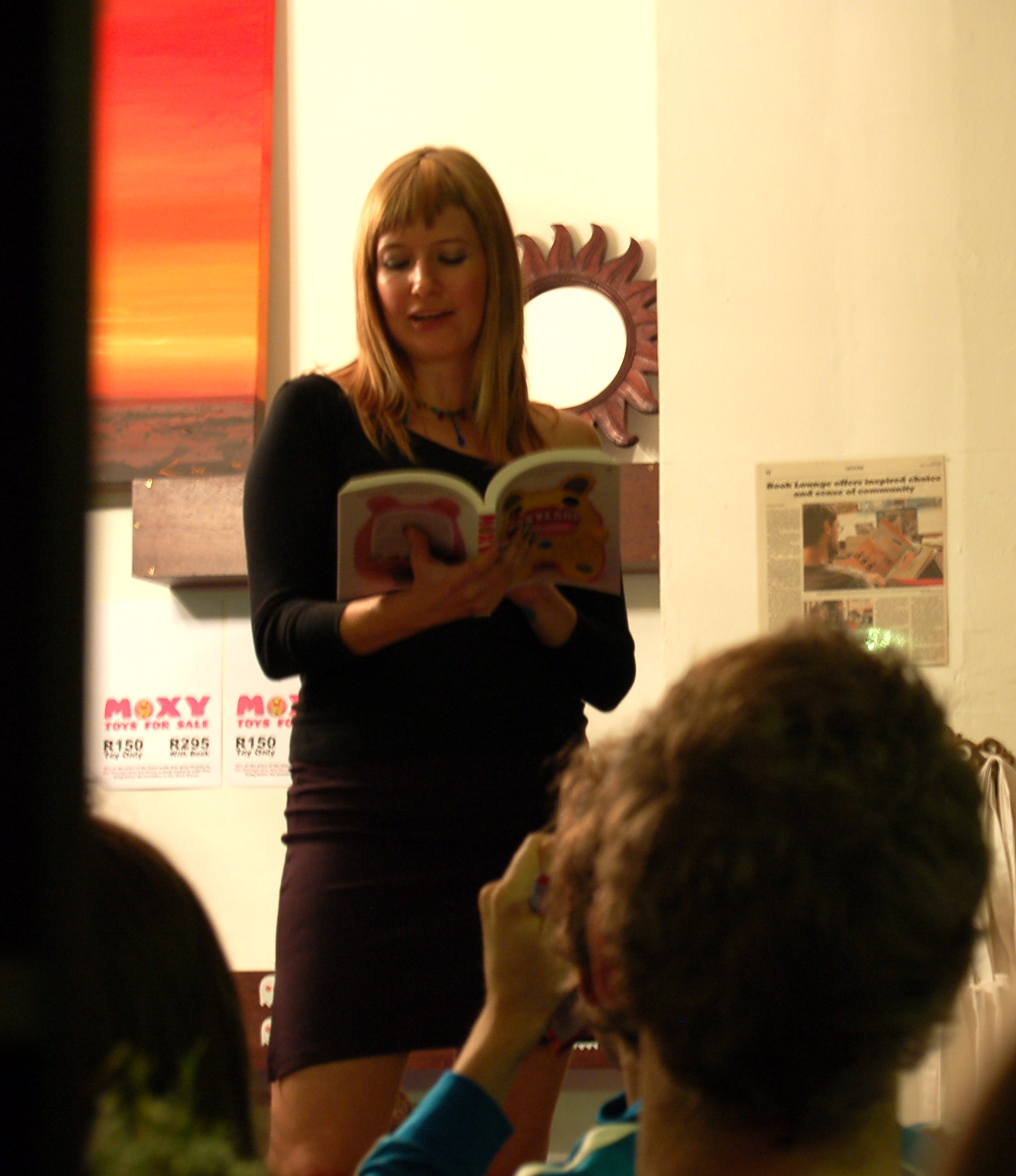
Beukes en el lanzamiento de Moxyland en 2008

The Shining Girls ganó el Premio a la Mejor Novela de la crítica de The Strand Magazine, el Thriller RT del Año, el premio del público de Exclusive Books, y el premio literario más prestigioso de Sudáfrica, el Premio de la Universidad de Johannesburgo. Los derechos televisivos de la novela han sido adquiridos por MRC y la empresa de Leonardo DiCaprio, Appian Way, según The Hollywood Reporter.
Su novela anterior, Zoo City, un thriller hard-boiled sobre el crimen, la magia, la industria de la música, los refugiados y la redención ambientada en un Johannesburgo reimaginado, ganó el Premio Arthur C. Clarke en 2011 y el Kitschies Red Tentacle en 2010 a la mejor novela. Fue preseleccionado para el Premio BSFA 2010 a la mejor novela, el Premio World Fantasy 2011 a la mejor novela, el Premio de Escritura Creativa 2010-2011 de la Universidad de Johannesburgo, el Premio Literarios M-Net, el premio de la crítica de Nielsen's Booksellers en 2011 y fue finalista para el premio de Sunday Times de Sudáfrica en 2011 y para el premio literario internacional de Dublín en 2012. La portada recibió el premio BSFA 2010 a la mejor arte.
Los derechos cinematográficos han sido reservados por la productora sudafricana, Helena Spring.
Su primera novela fue Moxyland, una novela ciberpunk ambientada en una futura Ciudad del Cabo. Ambos libros fueron publicados por primera vez en Sudáfrica por Jacana Publishing y lanzados internacionalmente por la Angry Robot. 
Su primer libro, la obra de no ficción Maverick: Extraordinary Women From South Africa's Past (Oshun 2005) fue nominada para el premio Alan Paton del Sunday Times en 2006. 
Ha publicado historias cortas en varias antologías, entre ellas "Más conflictos" (NewCon Press 2011), Home Away (Zebra 2010), Touch: Stories of Contact (Zebra 2009), Open: Erotic Stories from South African Women Writers  (Oshun 2008), FAB (Umuzi 2007), African Road: New Writing from Southern Africa (New Africa Books 2005), 180 Degrees: New Fiction By South African Women Writers (Oshun 2006) y Urban 03 (New Africa Books 2005). 
En julio de 2014, Beukes publicó una nueva novela llamada Broken Monsters, que se desarrolla en Detroit, Míchigan.
Su primera colección de ficción corta, Slipping: Stories, Essays, and Other Writing (Tachyon Publications), fue publicada en octubre de 2016.

### Cómics
Beukes hizo su debut en la escritura de cómics con "All The Pretty Ponies" en la serie de un único número Strange Adventures de la editorial Vertigo. También escribió "The Hidden Kingdom", un arco de Fairest (números 8-13), un spin-off de la serie Fábulas de Bill Willingham, ganadora del Premio Eisner, y una historia de Durham Red para el número especial del 40 aniversario de 2000 AD.

### Cine y televisión
Como escritora principal de Clockwork Zoo, formó parte del equipo que creó la primera serie animada de televisión de media hora de Sudáfrica, URBO: The Adventures of Pax Afrika. También escribió 12 episodios del programa Disney Playhouse, Florrie's Dragons, y varios episodios de la serie de dibujos Mouk para la productora francesa Millimages. 
Dirigió un documental sobre Miss Gay Western Cape llamado Glitterboys & Ganglands. La película se ha exhibido en varios festivales, incluyendo el Festival de cine de Atlanta, Encounters, Out in Africa y ganó el premio a la mejor película LGBT en el Festival de cine negro de San Diego.
También fue una de las escritoras, junto con Ben Trovato y Tumiso Tsukudu del piloto de la controvertida ZA News, un programa de sketches satírico al estilo de Spitting Image con marionetas basadas en el trabajo del dibujante sudafricano, Zapiro. El piloto fue comisionado por el SABC pero nunca se emitió.
Su novela, The Shining Girls, está siendo adaptada a serie de televisión por MRC y Appian Way Productions.

### Periodismo
Como periodista, sus artículos han sido publicados en una amplia variedad de revistas locales e internacionales, incluyendo The Hollywood Reporter, Nature Medicine and Colors, así como The Sunday Times Lifestyle, Marie Claire, Elle, Cosmopolitan y SL Magazine. 
Ganó el premio al "Mejor columnista del Cabo Occidental" en los Premios Vodacom al Periodista del Año en 2007 y 2008.

## Obra literaria

### Novela
- Maverick: mujeres extraordinarias del pasado de Sudáfrica (2005)
- Moxyland (2008)
- Zoo City (2010)
- Las luminosas (2013)
- Broken Monsters (2014)
- Motherland (2019)

### Ficción corta
Beukes ha publicado ficción corta en varias colecciones: 
- Urban '03 (2004)
- African Road: New Writing from South Africa (2005)
- 180 Degrees: New Fiction By South African Women Writers (2006)
- FAB (2007)
- Open: Erotic Stories from South African Women Writers (2008)
- Touch: Stories of Contact (2009)
- Home Away: 24 Hours, 24 Cities, 24 Authors (2010)
- Pandemonium: Stories of the Apocalypse (2011)

- Foreword for Jeff Noon – Vurt, 20th anniversary edition (2013)[33]
- Foreword for Alan Moore – The Ballad of Halo Jones (2013)[34]